# Àcid fòlic
L'àcid fòlic, folacina o àcid pteroil-L-glutàmic (la forma aniònica s'anomena folat), també coneguda com a vitamina B9 o vitamina M (o factor de fermentació de Lactobacillus Casei, factor d'eluat de norita, vitamina Bc, factors R, S i U, i factor SLR),
és una vitamina hidrosoluble necessària per a la formació de proteïnes estructurals i l'hemoglobina (i, per tant, dels glòbuls vermells). La insuficiència en els humans és molt rara. És una vitamina del complex de vitamines B.
L'àcid fòlic (mot que prové de la paraula llatina Folium, fulla de l'arbre) no té activitat coenzimàtica, però sí que en té l'àcid tetrahidrofòlic, la seva forma reduïda, representat sovint com FH4. Actua com a transportador intermediari de grups d'un àtom de carboni, especialment de grups formil, que es necessiten en la síntesi de purines, composts que es formen a partir de nucleòtids, substàncies presents en l'ADN i en l'ARN, i necessàries per a sintetitzar-lo durant la fase S del cicle cel·lular, i per tant, per a la divisió cel·lular; també actua en la transferència de grups metenil i metilè.
L'àcid fòlic és efectiu en el tractament d'algunes anèmies i en la psilosi. Es troba en els menuts, les vísceres dels animals, en les verdures de fulla verda, en els llegums, en la fruita seca i en els grans sencers, com l'ametlla i el llevat de cervesa. L'àcid fòlic es perd en els aliments conservats a temperatura ambient i durant la cocció. A diferència d'altres vitamines hidrosolubles, l'àcid fòlic s'emmagatzema al fetge, per la qual cosa no cal ingerir-ne cada dia.
En causen la deficiència la mala alimentació i un dèficit d'hidratació del folat genètic. Aquest fenomen és asimptomàtic (sense presència de símptomes) fins que la dona es queda embarassada.
Si la dona té prou àcid fòlic al cos abans de quedar-se embarassada, aquesta vitamina pot prevenir deformacions en la placenta que provocarien l'avortament, defectes de naixement del nadó en el cervell (anencefàlia) i en l'espinada (espina bífida) per mal tancament del tub neural en els extrems cefàlics i caudal, respectivament. L'espinada bífida, un defecte de naixement en l'espinada, pot produir la paràlisi de la part inferior del cos, la falta de control del budell i de la bufeta urinària, i dificultats en l'aprenentatge. Si el fetus pateix un dèficit d'àcid fòlic durant la gestació també pot patir anèmia megalobàstica, ser prematur o pesar molt poc en néixer. La mare pot patir eclàmpsia, un procés que consisteix en hipertensió arterial i albuminúria. L'àcid fòlic també ajuda a mantenir una matriu sana.

## El folat als aliments
Els llegums (llenties, cigrons, etc.), els vegetals de fulla verda com els espinacs i l'escarola, els pèsols, els fesols, els cereals fortificats, la fruita seca i les llavors de gira-sol són fonts riques en àcid fòlic. Alguns cereals per a l'esmorzar són fortificats amb un 25% i fins a un 100% del requeriment diari d'àcid fòlic. La carn és pobra en àcid fòlic, però el trobam en els fetges de carns com la vedella i també en el peix blau.

## Història
Una observació clau obtinguda per la investigadora Lucy Wills el 1931 va guiar la identificació del folat com a nutrient necessari per a prevenir l'anèmia durant l'embaràs. La dra. Wills demostrà que l'anèmia podia ser revertida amb el llevat de la cervesa. El folat va ser identificat com una substància continguda en el llevat de la cervesa durant els anys 30, i va ser extreta dels espinacs després, el 1941. Va ser sintetitzada per primera vegada el 1946 per Yellapragada Subbarao.

## Paper biològic
El folat és necessari per a la producció i el manteniment de noves cèl·lules. Això és especialment important durant períodes de divisió i creixement cel·lular ràpid, com la infància i l'embaràs. El folat és necessari per a la replicació de l'ADN. Per aquest motiu, la deficiència de folat dificulta la síntesi i divisió cel·lular, afectant principalment la medul·la òssia, un lloc de recanvi cel·lular ràpid. A causa del fet que la síntesi d'ARN i proteïnes no s'obstaculitza completament, es formen cèl·lules sanguínies llargues o sense forma regular, anomenades megaloblasts, que origina l'anèmia megaloblàstica. Tant en nens com en adults es necessita folat per produir cèl·lules sanguínies normals i prevenir l'anèmia.

## Bioquímica
En la forma d'una sèrie de components tetrahidrofolats, el folat deriva com a substrat en un nombre de reaccions, i també està involucrat en la síntesi de dTMP (2´-deoxitimidina-5-fosfat) a partir d'UMP (2´deoxiuridina-5-fosfat). Ajuda a convertir la vitamina B₁₂ en una de les seves formes coenzimàtiques i participa en la síntesi d'ADN requerit per a un ràpid creixement cel·lular. Les vies que porten a la formació de tetrahidrofolat (FH₄) comença quan el folat (F) és reduït a dihidrofolat (FH2), el qual és reduït a tetrahidrofolat (FH₄). La dihidrofolat reductasa catalitza els dos pasos.
El metilè tetrahidrofolat (CH2FH4) es forma a partir del tetrahidrofolat amb l'addició de grups metilens d'un dels carbonis donadors: formaldehid, serina o glicina. El metil tetrahidrofolat (CH₃FH₄) es pot formar a partir de metilè tetrahidrofolat per reducció del grup metilè; el formal tetrahidrofolat (CH₃–FH₄) és el resultat de l'oxidació del metilè tetrahidrofolat. En unes altres paraules:
F → FH₂ → FH₄ → CH₂=FH₄ → 1 carboni químic.
Un cert nombre de drogues participa amb la biosíntesi de l'àcid fòlic o tetrahidrofolat. La majoria d'inhibidors de la dihidrofolat reductasa (com la trimetropina i la pirimetamina), les sulfonamides i les drogues utilitzades contra el càncer amb el metrotexat (totes dues inhibeixen la folat reductasa i dihidrofolat reductasa).
RDA pel folat. 1998.
| Homes                                                                                    | Dones         | Dones   | Dones     |
| 19 anys o més                                                                            | 19 anys o més | Embaràs | Lactància |
| ---------------------------------------------------------------------------------------- | ------------- | ------- | --------- |
| 400 µg                                                                                   | 400 µg        | 600 µg  | 500 µg    |
| 1 µg de folat en els aliments= 0.6 µg d'àcid fòlic de suplements i aliments fortificats. |               |         |           |

L'estudi NHANES III, 1998-91 (The National Health and Nutrition Examination Survey) i la Investigació Continua d'Aliments per Individus (CSFII 1994-96), van indicar que la majoria d'adults no consumeixen la quantitat necessària de folat. Tot i així, el programa de fortificació als Estats Units ha incrementat el contingut d'àcid fòlic consumit en cereals i grans. I com a resultat, la majoria d'adults ara ingereixen diàriament les quantitats recomanades de folat.

## Dèficit de folat
Una deficiència de folat pot esdevenir-se quan les necessitats de nutrients estan augmentant, quan la ingesta de folat és inadequada i quan el cos excreta més folat de l'usual (pèrdues). Algunes investigacions indiquen que l'exposició a rajos ultraviolats incloses les cambres d'embruniment, pot conduir a la deficiència d'àcid fòlic. L'evolució del color de la pell en els humans està particularment controlada per la necessitat de tenir la pell bruna, amb un color obscur provocat per la melanina, té la finalitat de protegir l'àcid fòlic dels rajos ultraviolats.
La deficiència d'àcid fòlic es manifesta amb diarrees, pèrdua de gana i pèrdua de pes. Altres signes addicionals són la debilitat, la llengua adolorida, mal de cap, taquicàrdia, irratabilitat i trastorns de conducta. La majoria de les dones embarassades amb deficiència de folat pareixen nens de baix pes en néixer, prematurs i amb defectes al tub neural. En adults, l'anèmia (macrocítica, megaloblàstica) és un signe avançat de deficiència de folat. En nins, la deficiència de folat en pot retardar el creixement.

## Embaràs
L'àcid fòlic és important en les dones embarassades (edat fèrtil). La ingesta adequada de folat durant el període preconcepcional, el temps just abans i després de la concepció, ajuda a protegir el nadó contra un nombre de malformacions congènites, incloent-hi defectes del tub neural. Els defectes del tub neural resulten d'una malformació de l'espinada (espina bífida), del crani i del cervell (anencefàlia). El risc dels defectes del tub neural és significativament reduït quan el suplement d'àcid fòlic es fa servir com a consum addicional en una dieta saludable abans i durant el primer mes després de la concepció. La ingesta de 400 µg diaris d'àcid fòlic sintètic d'aliments fortificats o suplements, ha estat suggerida per evitar aquests defectes. La recomanació diària o el requeriment diari adequat del folat en dones embarassades és de 600-800 µg, quasi el doble del recomanat per a dones no embarassades.

## Suplements d'àcid fòlic i dèficit emmascarat devitamina B₁₂
La interacció entre la vitamina B₁₂ i l'àcid fòlic és molt coneguda. Un suplement d'àcid fòlic pot corregir l'anèmia associada a la deficiència de vitamina B₁₂. Lamentablement, l'àcid fòlic no corregeix els canvis en el sistema nerviós causats per la deficiència de vitamina B₁₂. Teòricament si no es tracta la deficiència de vitamina B₁₂ es podria produir un dany nerviós permanent. Per tant, els suplements d'àcid fòlic no poden excedir els 100µg per dia, ja que emmascararan els símptomes de la deficiència de vitamina B₁₂.

## Riscs per a la salut provocats per l'excés d'àcid fòlic
El risc de toxicitat per àcid fòlic és bastant baix. L'Institut de Medicina ha establert una ingesta màxima tolerable d'1 mg per als adults (homes i dones) i un màxim de 800 µg per a les dones embarassades i lactants menors de 18 mesos d'edat. Els suplements d'àcid fòlic no haurien d'excedir el màxim tolerable per prevenir la deficiència emmascarada de vitamina B₁₂. Les investigacions suggereixen que nivells alts d'àcid fòlic poden interferir en alguns tractaments contra la malària.

## Alguns fets i controvèrsies actuals respecte al folat

### Fortificació dietària d'àcid fòlic
D'ençà que es va descobrir la interacció entre la deficiència de folat i els defectes del tub neural, les organitzacions de salut en l'àmbit mundial han intensificat les recomanacions a les dones que intenten quedar embarassades en el sentit que incrementin la ingesta d'àcid fòlic. Això ha promugut la introducció de la fortificació en molts de països, on l'àcid fòlic és addicionat a la farina, amb la intenció que tothom es beneficiï de l'augment dels nivells de folat en sang. Això ha originat controvèrsies, atenent a la llibertat sobre el consum de folat i l'efecte d'emmasacarament de la fortificació del folat sobre l'anèmia perniciosa (deficiència de vitamina B₁₂). Tanmateix, la majoria dels països del nord i sud d'Amèrica a hores d'ara fortifiquen la farina. El 1996, la Food and Drug Administration (FDA) dels Estats Units publicà les regulacions requerides per a l'addició d'àcid fòlic en pans enriquits, cereals, farines, farina de blat de moro, pastes, arròs i altres productes a base de gra. Aquesta norma es va fer efectiva el 1998 i va ser específicament dirigida a reduir el risc de defectes del tub neural en nens acabats de néixer.

### Cardiopatia
Les concentracions adequades de folat, vitamina B₁₂ o vitamina B6 poden disminuir els nivells en la circulació d'homocisteïna, un aminoàcid que normalment es troba a la sang. Existeix evidència que un elevat nivell d'homocisteïna en sang és un factor independent de risc per a la malaltia cardiovascular i infart. L'evidència suggereix que els alts nivells d'homocisteïna poden danyar les artèries coronàries o facilitar que les plaquetes s'agrupin i formin un coàgul. Però no existeix evidència actualment disponible que suggereixi que els nivells d'homocisteïna reduïts pel consum de vitamines pugui fer disminuir el risc de malalties cardíaques.

### Infart de miocardi
L'àcid fòlic pareix que redueix el risc d'infart. Les revisions indiquen que només en alguns individus el risc d'infart es redueix, però no s'ha establert una recomanació definida respecte a la sumplementació més enllà de la quantitat diària recomanada actualment per prevenir un infart.

### Càncer
L'associació entre el folat i el càncer pareix que és complexa. S'ha suggerit que el folat pot ajudar a prevenir el càncer, perquè participa en la síntesi, reparació i funcionament de l'ADN, el nostre mapa genètic, i una deficiència de folat pot produir un dany en l'ADN que pot conduir a un càncer. Inversament, s'ha suggerit que l'excés de folat pot promoure la iniciació del tumor. Malgrat que dietes altes en folat s'associen a la disminució del càncer colorectal, l'associació és més forta pel folat contingut en els aliments que el que prové dels suplements. Un assaig clínic randomitzat en el 2007, va trobar que els suplements amb folat no redueixen el risc d'adenomes colorectals. Un estudi prospectiu en 2006 de 81.922 suecs adults, va trobar que dietes altes en folat provinent dels aliments estava associat a un risc reduït de càncer pancreàtic. La majoria d'estudis epidemiològics suggereixen que dietes altes en àcid fòlic són associades amb una disminució del càncer de mama, però els resultats no són uniformement consistents: un assaig gran d'investigació del càncer va dir que un potent efecte perjudicial de la ingesta alta de folat sobre el risc de càncer de mama, suggerint que la suplementació rutinària de folat no hauria de ser utilitzada com preventiu per al càncer de mama, però l'estudi suec del 2007 va trobar que una ingesta alta de folat estava associada amb una disminució de la incidència del càncer de mama postmenopàusic.

### Antifolats
El folat és important perquè les cèl·lules i els teixits es divideixin ràpidament. Les cèl·lules canceroses es divideixen ràpidament, i les drogues que interfereixen amb el metabolisme del folat són utilitzades per al tractament del càncer. L'antifolat metrotexat és una droga sovint utilitzada per a tractar el càncer, a causa del fet que inhibeix la producció de la forma activa, tetrahidrofolat. Desafortunadament, el metrotexat pot ser tòxic produint efectes secundaris com la inflamació del tracte digestiu, que dificulta l'alimentació normal. L'àcid folínic és una forma del folat que pot ajudar a rescatar o revertir l'efecte tòxic del metrotexat. No és el mateix que l'àcid fòlic. Els suplements de l'àcid fòlic tenen establerts petits papers en la quimioteràpia del càncer. Hi ha hagut casos d'efectes adversos severs per substitució accidental d'àcid fòlic per àcid folínic en pacients que rebien metrotexat com quimioteràpia del càncer. Dosis baixes de metrotexat són utilitzades per a tractar una àmplia varietat de malalties no canceroses com l'artritis reumatoide, lupus, soriasis, asma, sarcoidosis, cirrosi biliar primària i malaltia inflamatòria intestinal. Baixes dosis de metretexat poden depletar les reserves de folat i causar efectes secundaris que són similars a la deficiència de folat. Les dietes altes en àcid fòlic com una suplementació, poden ajudar a disminuir els efectes secundaris del metrotexat, sense disminuir la seva efectivitat. Qualsevol persona que ingereixi dosis baixes de metrotexat per problemes de salut, ha de consultar amb el seu metge sobre la necessitat de suplementar amb àcid fòlic.

### Depressió
Algunes proves relacionen nivells baixos de folat amb la depressió. Existeixen proves d'assaigs controlades que suggereixen que utilitzar àcid fòlic a medicaments antidepressius pot tenir beneficis.

### Memòria i agilitat mental
En un estudi realitzat durant tres anys a 818 persones majors de 50 anys, sobre la memòria a curt termini, l'agilitat mental i la fluïdesa verbal; es va trobar millora en totes aquelles persones que ingerien 800 µg d'àcid fòlic diari que aquelles que prenien només placebo. L'estudi va ser reportat en The Lancet el 19 de gener del 2007.

### Fertilitat
El folat és necessari per a la fertilitat, tant en els homes com en les dones. En els homes, contribueix a l'espermatogènesi. En les dones, per una altra banda, contribueix a la maduració de l'oòcit, en la implantació, en l'addició dels efectes generals de l'àcid fòlic sobre l'embaràs. Per tant, és necessari rebre suficients quantitats a través de la dieta per evitar la infertilitat.